# Elias Lauf
Elias Peter Niels Isak Lauf (født Alauphesen, 21. januar 1894 i Aqisserniaq (de), død 16. oktober eller 21. oktober 1981) var en grønlandsk politiker, præst og redaktør.

## Ungdom og uddannelse
Elias Lauf var søn af Ole Peter David Gideon Alaufesen (1862-1906) og hans første kone Karen Siegstad (1861-1894). Han forkortede senere sit efternavn – som oprindeligt var et patronymikon fra sin bedstefars fornavn, den grønlandske version af navnet Rafael – til Lauf.
Elias Lauf voksede op som søn af en fanger og kom i lære som bødker i en ung alder, men i 1909 blev han optaget på Grønlands Seminarium i en alder af 15. Han blev færdiguddannet i 1915 og flyttede derefter til Danmark for at videreuddanne sig til teolog. I 1918 vendte han tilbage til Grønland og blev lærer og overkateket og i 1919 seminarielærer i Nuuk.

## Tiden som præst
I 1920 blev han ordineret i Holmens Kirke i København. Han blev udnævnt til præst i Nuuk, men flyttede til Paamiut et år senere. Den 13. juli 1922 blev han gift i Qaqortoq med Astridor Augusta Nikoline Høegh (1901-1995), som var søster til politikerne Pavia (de) (1886-1956), John (de) (1890-1966) og Frederik Høegh (de) (1895-1970). Han blev forfremmet til førstepræst i 1926. I løbet af sin tid i Paamiut var han valgt medlem af Sydgrønlands landsråd fra 1927 til 1932. Først i den sidste samling blev han erstattet af Sofus Nyekjær (de), hvilket skyldtes, at han var blevet forflyttet til Upernavik i 1931, muligvis fordi hans syn på modernisering blev anset for at være for radikal. Han havde en stor interesse for politik fra en ung alder. Allerede i 1920'erne havde han en idé om, at Grønland skulle være repræsenteret i det danske folketing. Det var på hans initiativ, at Grønlands første moderne skole blev grundlagt. Han vendte tilbage til Sydgrønland i 1937 og blev præst i Qaqortoq. I 1940 flyttede han til Østgrønland, hvor han tjente i Tasiilaq. I 1945 flyttede han til Aasiaat, hvor han virkede indtil 1957. Fra 1934 til 1936, 1942 til 1944 og 1948 til 1950 var han leder af kateketskolerne i henholdsvis Upernavik, Tasiilaq og Aasiaat. Han arbejdede også som redaktør af Den grønlandske Kirkesags menighedsblad Ilagîngnut atuagagssiaĸ (dansk: Blad for menigheden) fra 1947 til 1957. I Upernavik udgav han også den lokale avis K'áumaliaĸ fra 1932 til 1937.

## Tiden i Folketinget
Da Grønland fik to mandater i Folketinget i 1953, stillede Elias Lauf op som en af tre kandidater i 1. opstillingskreds (Nordvestgrønland) ved folketingsvalget i september 1953, men blev slået af Frederik Lynge. Fire år senere deltog han igen i folketingsvalget i 1957, men denne gang ikke længere som uafhængig kandidat. I stedet stillede han op som 1. stedfortræder for både Frederik Lynge og Carl Broberg. Der er ikke andre kandidater med nok stillere til at deltage i valget. Frederik Lynge blev genvalgt, men han døde kun seks måneder efter valget, så Elias Lauf afløste ham i Folketinget, hvor han blev siddende indtil udgangen af valgperioden i 1960. Han stillede ikke op igen ved folketingsvalget i 1960. Hans efterfølger blev Mikael Gam.

## Senere liv
I stedet vendte han tilbage til Grønland, hvor han blev præst i Alluitsup Paa. I 1962 blev han udnævnt til visitatsprovst for Sydgrønland og gik på pension i 1964 i en alder af 70. I 1963 blev Elias Lauf som den anden grønlænder nogensinde slået til ridder af 1. grad af Dannebrogordenen efter sin forgænger Frederik Lynge, der allerede var blevet slået til ridder i 1952. Elias Lauf døde i 1981 i en alder af 87 år efter kort tids sygdom.